# Konstantyn V (patriarcha Konstantynopola)
Konstantyn V, gr. Κωνσταντίνος Ε΄, imię świeckie Konstantinos Valiadis (ur. 1833 na Chios, zm. 27 lutego 1914) – ekumeniczny patriarcha Konstantynopola w latach 1897–1901.

## Życiorys
Był patriarchą Konstantynopola od 14 kwietnia 1897 do 9 kwietnia 1901 r.